# El Día (Madrid)
El Día fue un periódico publicado en Madrid entre 1880 y 1908, durante la Restauración.

## Descripción
Editado en Madrid, su primer número apareció en 1880. Fue fundado por Camilo Hurtado de Amézaga –marqués de Riscal, que lo dirigió– y se trató de un periódico de circulación diaria. Publicó una serie de suplementos, con colaboraciones de autores de renombre. El político liberal Segismundo Moret adquirió en 1886 el periódico. Su publicación se habría extendido hasta 1908, en que fue reemplazado por la cabecera El Día de Madrid. Años antes, en 1858, se había publicado otro El Día. Entre sus directores se encontró el periodista canario Juan de Quesada.